# Роберт Рождественски
Ро́берт Ива́нович Рожде́ственски (рождено име: Ро́берт Станисла́вович Петке́вич; 20 юни 1932 г., село Косиха, Западно-Сибирски край, понастоящем Алтайски край – 19 август 1994 г., Москва) – съветски и руски поет и преводач, автор на песни. Един от най-изтъкнатите представители на така наречената епоха на „шестдесетниците“. Когато е едва на 5 години, родителите му се развеждат. Скоро след това започва Великата отечествена война, която бележи живота му завинаги. Баща му е приет в Червената Армия, а майка му е призована на фронта като лекар. Малкият Роберт остава с баба си, която умира преди края на войната. След това живее при леля си (сестрата на майка му), но по-късно майка му го взема със себе си, зада направи син на полак но се отказва и го регистрира в сиропиталище. Взема го през 1945г., когато баща му е убит при битка, а тя е вече омъжена за новият си съпруг - Иван Иванович Рождественски, от когото Роберт взема името и фамилията, с които го познаваме днес. 
Първото си стихотворение пише още на 9 годишна възраст, посветено е на баща му, който е лейтенант на фронта -"Баща ми отива с пушка на поход". Заради работата на пастрока му, Рождественски се мести от град на град, живял и учил е в Кьонингсберг (днес Калининград) и Ленинград и Петрозаводск. От 50 до 51-ва г. учи във Карелско - Финският Филологически Държавен университет, след това се мести в Литературен институт „Максим Горки“ в Москва, където се дипломира през 1956г. 
Жени се за голямата си любов Алла, с която имат две дъщери - Катерина и Ксения. Има четирима внуци. Преборва се с тумор, както и с тежък перитонит, но през 1994г. умира от инфаркт.
Любопитен факт е, че през 1997 г. на него е кръстена малка планета.
Лауреат на Премията на Ленинския комсомол и на Държавната премия на Съветския съюз.

## Стихове
```
На Земле
безжалостно маленькой
жил да был человек маленький.
У него была служба маленькая.
И маленький очень портфель.
Получал он зарплату маленькую...
И однажды —
прекрасным утром —
постучалась к нему в окошко
небольшая,
казалось,
война...
Автомат ему выдали маленький.
Сапоги ему выдали маленькие.
Каску выдали маленькую
и маленькую —
по размерам —
шинель.
```

```
...А когда он упал —
некрасиво, неправильно,
в атакующем крике вывернув рот,
то на всей земле
не хватило мрамора,
чтобы вырубить парня
в полный рост!
```